# 派遣です!
『派遣です!』（はけんです）はおおた綾乃の4コマ漫画作品の代表作。主に、芳文社の雑誌『まんがタイムファミリー』で1999年7月号から2009年6月号まで連載された。
著者にとっては初めて単行本化された作品となる。

## 作品概要
主人公の星野あかりは、美味しいものを食べるのが好きな派遣OL。本作品は、あかりが昼食に美味しいものを食べたり、派遣先の会社（以下、単に「会社」と略す）の同僚である友坂完次と美味しいものを食べに行ったり、3時のおやつに美味しいものを買い出しに行ったり、美味しいものについての資料収集をしたりなどのエピソードを中心に、それぞれに個性的な同僚たちも巻き込んでの楽しい日常が描かれる（但し、本作品は料理・グルメ漫画には該当しない）。
『派遣社員 松島喜久治』『ルリカ発進!』と同様に、連載開始当時の労働者派遣法では派遣社員は専門性の高い26業務に限られていた。

## 主な登場人物
星野あかり（ほしの あかり）
本作品の主人公。派遣OL。24歳。
あらゆる仕事を高速かつ的確にこなすことができる。現在は事務職だが、目にもとまらぬ速度でのタイピングを可能としている。正社員になることもできるレベルだが、派遣（で様々な会社を訪れることにより様々な飲食店で昼食を摂れること）が楽しいので正社員にはならないらしい。
過去の主な職歴としては、ビル建設現場の作業員、コンビニエンスストア店員、ライフセーバー、新聞のチラシ折込、アニメーター、着ぐるみを着てアイススケート場で演劇、神社の巫女、バレンタインデーのチョコレート販売員、引越しの運搬員、ガソリンスタンド店員、居酒屋店員、道路工事の作業員、ビルの外窓の清掃員、ビアガーデンのウェイトレス……など、数え切れないほどの経験があるようだ。また、霊感もあるらしい。なお、父親は派遣技術者で、母親も派遣会社に務めている。
「美味しいものを食べること」が最大の趣味。仕事が速いのも、終了後に何を食べようかと考えることで速くなったのだという。交通費を節減して食費に回すために、交通機関を使わずに歩くことも多いため、大食であるにもかかわらず太ってはいない。また、脚力も鍛えられており、傍からは姿が見えないほどに高速で歩行することができる。“屋台マップ”を自作しているほか、夕暮れを見ればオレンジフラッペを連想するなど、仕事以外の思考の大半が美味しいもの関係の事柄に費やされている。美味しい食べ物を見つけるのが得意なため、菓子類の買出しを任されることも多い。
料理は下手。稀に（約5年周期で）菓子類を美味しく作れることもある。
最終話の前に、母親の紹介で転職している。就職先についてはっきりとは明かされていないが、母の話によれば「いままでの経験を生かせるところ」である。同作者の連載「おかいあげ!」に同名の食品フロアマネージャーが登場しているが、本作品との関連は明言されていない（カバー裏で「星野あかり」として紹介されている。彼氏持ちでラブラブとの事）。
同姓同名のAV女優が存在する。
友坂完次（ともさか かんじ）
会社の正社員。28歳。
男性であるが、料理が上手で、男性限定の料理サークルにも入っている。
食用となる植物にも詳しい。花が好きだと発言したところ、あかりにハーブの鉢植えを多数、自分の机に置かれてしまった。後に、自分でもハーブを育てるようになった。
第1巻の半ばから、あかりと一緒に食べ歩きするようになる。あかりのことは好きだが、天然ボケぶりに振り回される。
最終巻でお互いの気持ちを打ち明け付き合うようになる。

## 書誌情報
掲載誌 - すべて芳文社刊
- 『まんがタイムナチュラル』（不定期刊） 1999年6月号から2003年10月号（最終号）まで毎号掲載。
- 『まんがタイムファミリー』（月刊）1999年7月号から2009年6月号まで毎号掲載。

単行本 - 芳文社より「まんがタイムコミックス」として刊行されている。
1. 第1巻（2001年12月18日発行） ISBN 4-8322-6232-7
2. 第2巻（2002年7月18日発行） ISBN 4-8322-6257-2
3. 第3巻（2003年7月18日発行） ISBN 4-8322-6294-7
4. 第4巻（2004年12月18日発行） ISBN 4-8322-6369-2
5. 第5巻（2006年6月22日発行） ISBN 4-8322-6467-2
6. 第6巻（2007年12月22日発行） ISBN 978-4-8322-6593-6
7. 第7巻（2009年5月22日発行） ISBN 978-4-8322-6739-8

本記事は、単行本第4巻までの内容のみを典拠として作成されています。本記事を引用したり、最新の状況に修正や加筆をされる場合は、この点にご注意ください。